# District de Grandvilliers
4 janvier 1790 – 22 août 1795
(5 ans, 7 mois et 18 jours)
Entités précédentes :
- Généralité de Paris
- Généralité d'Amiens

Entités suivantes :
- Arrondissement de Beauvais

Le district de Grandvilliers est une ancienne division territoriale française du département de l'Oise de 1790 à 1795 dont le chef-lieu était fixé à Grandvilliers.

## Géographie
Le district était localisé au nord-ouest de l'Oise et se constituait autour de la commune de Grandvilliers. Il était limitrophe des districts d'Amiens au nord, de Breteuil à l'est, de Beauvais au sud et de Neufchâtel et Gournay à l'ouest.

## Histoire
Le 22 décembre 1789 est votée la loi relative à la constitution des assemblées primaires et des assemblées administratives qui vise à diviser le royaume de France en départements et en districts.

## Composition

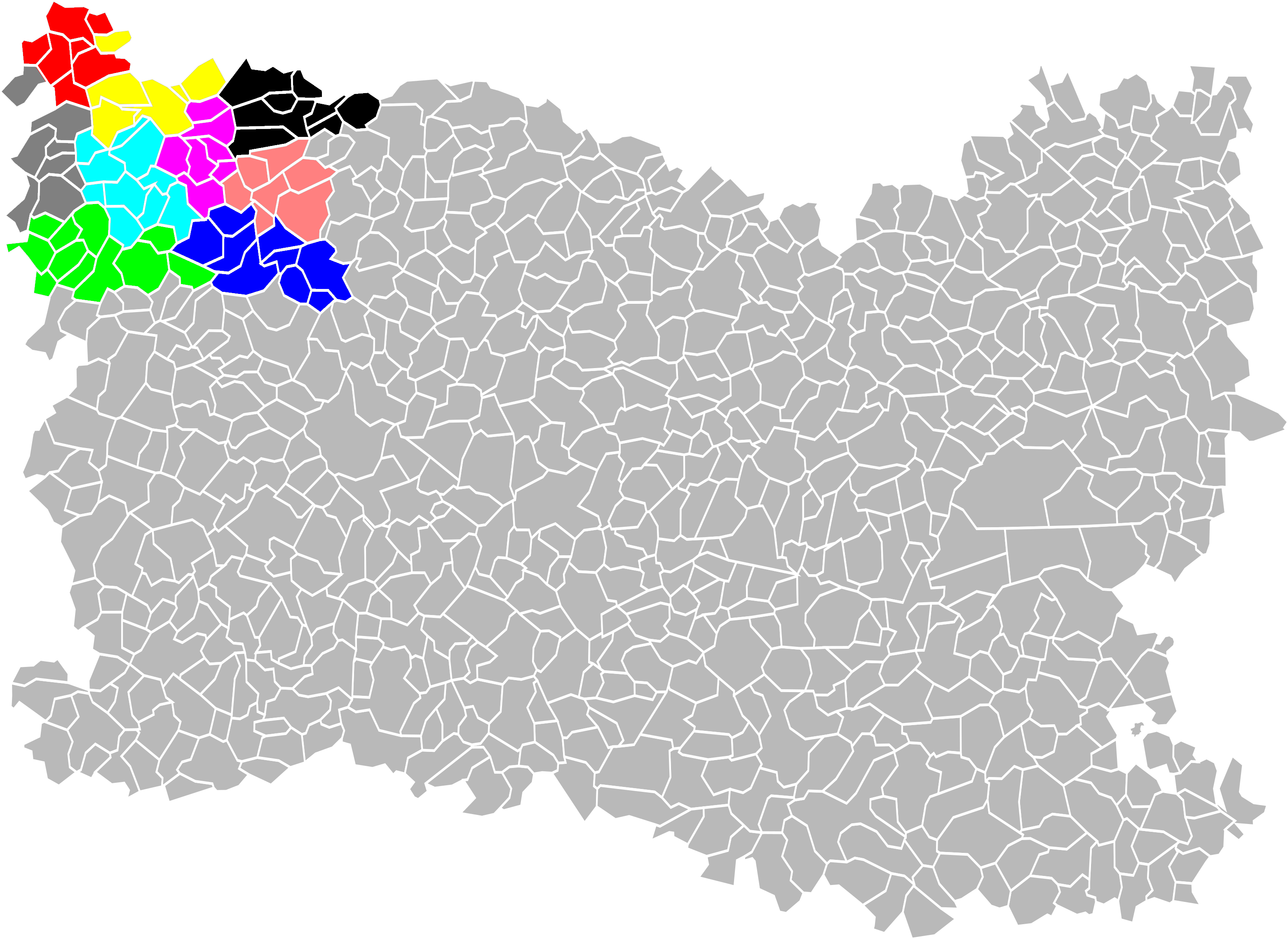
Répartition des cantons au sein du district :
Canton de Feuquières
Canton de Formerie
Canton de Grandvilliers
Canton du Hamel
Canton de Marseille-en-Beauvaisis
Canton de Romescamps
Canton de Sarcus
Canton de Sommereux
Canton de Songeons

Il était composé des cantons de Feuquières, Formerie, Grandvilliers, Le Hamel, Marseille-en-Beauvaisis, Romescamps, Sarcus, Sommereux et Songeons.

### Canton de Feuquières
| Communes             | Population (en 1793) | Superficie (en km2) | Canton en 1801 |
| -------------------- | -------------------- | ------------------- | -------------- |
| Broquiers            | 200                  | 2,92                | Formerie       |
| Colagnies-le-Bas,    | 97                   | —                   | Formerie       |
| Feuquières           | 1 302                | 12,24               | Grandvilliers  |
| Hautbos,             | 254                  | 4,30                | Grandvilliers  |
| Loueuse,             | 457                  | 7,32                | Formerie       |
| Monceaux-l'Abbaye,   | 243                  | 4,57                | Formerie       |
| Omécourt             | 341                  | 8,71                | Formerie       |
| Saint-Arnoult,       | 608                  | 7,90                | Formerie       |
| Saint-Deniscourt,    | 290                  | 4,68                | Formerie       |
| Thérines,            | 511                  | 10,80               | Grandvilliers  |
| Canton de Feuquières | 4 303                | c. 63,44            |                |

### Canton de Formerie
| Communes           | Population (en 1793) | Superficie (en km2) | Canton en 1801 |
| ------------------ | -------------------- | ------------------- | -------------- |
| Blargies,          | 934                  | 10,05               | Formerie       |
| Bouvresse,         | 309                  | 7,17                | Formerie       |
| Campeaux           | 668                  | 11,46               | Formerie       |
| Canny-sur-Thérain, | 260                  | 5,92                | Formerie       |
| Formerie           | 1 236                | 8,45                | Formerie       |
| Frettencourt,      | 113                  | —                   | Formerie       |
| Mureaumont,        | 218                  | 4,74                | Formerie       |
| Canton de Formerie | 3 738                | c. 47,79            |                |

### Canton de Grandvilliers
| Communes                | Population (en 1793) | Superficie (en km2) | Canton en 1801 |
| ----------------------- | -------------------- | ------------------- | -------------- |
| Briot                   | 556                  | 6,49                | Grandvilliers  |
| Brombos                 | 433                  | 6,90                | Grandvilliers  |
| Grandvilliers           | 1 527                | 6,64                | Grandvilliers  |
| Halloy                  | 496                  | 3,84                | Grandvilliers  |
| Saint-Maur              | 692                  | 7,76                | Grandvilliers  |
| Sarnois,                | 537                  | 5,56                | Grandvilliers  |
| Thieuloy-Saint-Antoine  | 196                  | 2,49                | Grandvilliers  |
| Canton de Grandvilliers | 4 437                | 39,68               |                |

### Canton du Hamel
| Communes        | Population (en 1793) | Superficie (en km2) | Canton en 1801          |
| --------------- | -------------------- | ------------------- | ----------------------- |
| Gaudechart,     | 549                  | 5,71                | Marseille-en-Beauvaisis |
| Le Hamel,       | 965                  | 13,72               | Grandvilliers           |
| Hétomesnil,     | 663                  | 7,84                | Marseille-en-Beauvaisis |
| Lihus,          | 1 068                | 16,03               | Marseille-en-Beauvaisis |
| Prévillers      | 495                  | 5,18                | Marseille-en-Beauvaisis |
| Rothois         | 480                  | 3,18                | Marseille-en-Beauvaisis |
| Canton du Hamel | 4 220                | 51,66               |                         |

### Canton de Marseille-en-Beauvaisis
| Communes                          | Population (en 1793) | Superficie (en km2) | Canton en 1801          |
| --------------------------------- | -------------------- | ------------------- | ----------------------- |
| Achy                              | 665                  | 12,70               | Marseille-en-Beauvaisis |
| Blicourt                          | 653                  | 14,57               | Marseille-en-Beauvaisis |
| Fontaine-Lavaganne                | 643                  | 6,76                | Marseille-en-Beauvaisis |
| Haute-Épine,                      | 816                  | 6,73                | Marseille-en-Beauvaisis |
| Marseille-en-Beauvaisis,          | 614                  | 8,26                | Marseille-en-Beauvaisis |
| La Neuville-sur-Oudeuil,          | 612                  | 3,70                | Marseille-en-Beauvaisis |
| Oudeuil,                          | 355                  | 6,08                | Marseille-en-Beauvaisis |
| Pisseleu,                         | 506                  | 2,88                | Marseille-en-Beauvaisis |
| Roy-Boissy                        | 385                  | 10,96               | Marseille-en-Beauvaisis |
| Canton de Marseille-en-Beauvaisis | 5 249                | 72,64               |                         |

### Canton de Romescamps
| Communes             | Population (en 1793) | Superficie (en km2) | Canton en 1801 |
| -------------------- | -------------------- | ------------------- | -------------- |
| Escles-Saint-Pierre, | 281                  | 3,37                | Formerie       |
| Gourchelles          | 172                  | 2,23                | Formerie       |
| Lannoy-Cuillère,     | 150                  | 14,98               | Formerie       |
| Quincampoix-Fleuzy,  | 278                  | 9,22                | Formerie       |
| Romescamps,          | 1 102                | 16,49               | Formerie       |
| Rotois,              | 98                   | —                   | Formerie       |
| Saint-Valery,        | 114                  | 4,52                | Formerie       |
| Canton de Romescamps | 2 195                | c. 50,81            |                |

### Canton de Sarcus
| Communes                 | Population (en 1793) | Superficie (en km2) | Canton en 1801 |
| ------------------------ | -------------------- | ------------------- | -------------- |
| Daméraucourt             | 454                  | 8,57                | Grandvilliers  |
| Élencourt                | 221                  | 1,34                | Grandvilliers  |
| Fouilloy,                | 258                  | 4,62                | Formerie       |
| Moliens,                 | 787                  | 9,39                | Formerie       |
| La Neuville-lès-Moliens, | 256                  | —                   | Formerie       |
| Sarcus                   | 625                  | 13,04               | Grandvilliers  |
| Saint-Thibault           | 739                  | 10,62               | Formerie       |
| Canton de Sarcus         | 3 082                | 42,96               |                |

### Canton de Sommereux
| Communes              | Population (en 1793) | Superficie (en km2) | Canton en 1801 |
| --------------------- | -------------------- | ------------------- | -------------- |
| Beaudéduit            | 600                  | 3,72                | Grandvilliers  |
| Cempuis               | 622                  | 9,38                | Grandvilliers  |
| Dargies               | 551                  | 14,42               | Grandvilliers  |
| Lavacquerie           | 500                  | 8,28                | Grandvilliers  |
| Laverrière            | 121                  | 3,74                | Grandvilliers  |
| Le Mesnil-Conteville, | 520                  | 3,49                | Grandvilliers  |
| Offoy                 | 300                  | 4,20                | Grandvilliers  |
| Sommereux             | 750                  | 12,97               | Grandvilliers  |
| Canton de Sommereux   | 3 964                | 60,20               |                |

### Canton de Songeons
| Communes                 | Population (en 1793) | Superficie (en km2) | Canton en 1801          |
| ------------------------ | -------------------- | ------------------- | ----------------------- |
| Bazancourt               | 203                  | 3,15                | Formerie                |
| Ernemont-Boutavent,      | 468                  | 8,95                | Formerie                |
| Escames                  | 445                  | 11,68               | Senantes                |
| Fontenay-Torcy           | 312                  | 5,96                | Formerie                |
| Grémévillers             | 750                  | 6,85                | Marseille-en-Beauvaisis |
| Héricourt-sur-Thérain,   | 302                  | 4,35                | Formerie                |
| Morvillers               | 662                  | 5,12                | Marseille-en-Beauvaisis |
| Saint-Samson-la-Poterie, | 357                  | 4,30                | Formerie                |
| Songeons                 | 876                  | 13,53               | Marseille-en-Beauvaisis |
| Sully                    | 210                  | 4,83                | Senantes                |
| Villers-Vermont          | 265                  | 6,61                | Formerie                |
| Canton de Songeons       | 4 850                | 75,33               |                         |

## Galerie

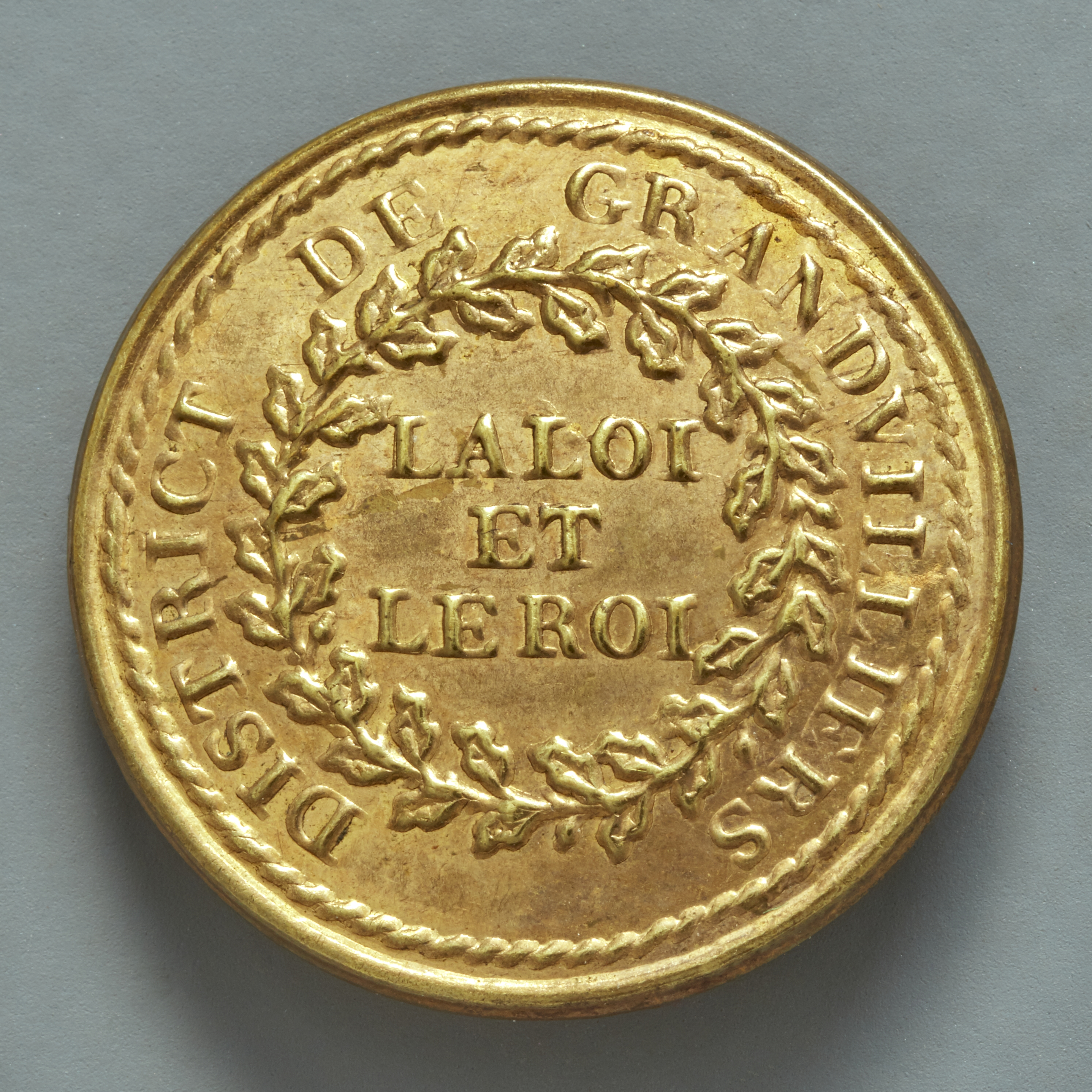
Bouton (musée Carnavalet) : DISTRICT DE GRANDVILLIERS
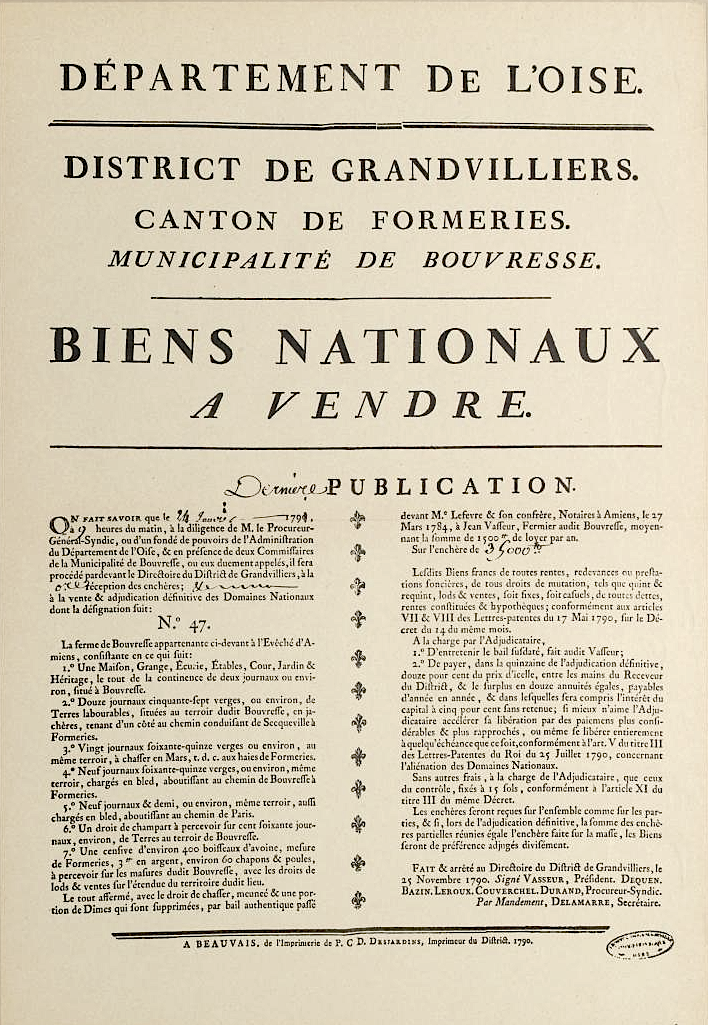
Affiche mentionnant le DISTRICT DE GRANDVILLIERS